# آنتولوس
آنتولوس (به یونانی: ῎Αντυλλος) پزشک و جراح بزرگ یونانی که در نیمهٴ اول سدهٴ دوم میلادی برآمد. از پزشکان مکتب پنوماتیک بود که مطالبی از آرخیگنس نقل کرده و جالینوس از او.
تنها، قطعاتی از اثر او در دست است که بیشتر آن‌ها را اوریباسیوس نقل کرده است. این قطعات مربوط است به گرمابه‌درمانی و دانش مطالعهٴ تأثیر آب و هوا در درمان پزشکی.
آنتولوس ورزش‌های بدنی را تجویز می کرد و بر روی فصد، بادکش، و زالو انداختن، و مواد خون‌بند مطالعه نمود و دستورهای جراحی استادانه‌ای ازقبیل شکافتن نای، عمل آب مروارید و عمل‌های پلاستیک عرضه داشت. او همچنین بر روی درمان‌شناسی آنِوریسمهای واقعی و سانحه‌ای نیز کار کرد.